# 許彬 (明朝)
許彬（1393年—1468年），字道中，號養浩，山東承宣布政使司兖州府寧陽縣（今山東省寧陽縣）人。祖籍安徽碭山。明朝政治人物、內閣首輔。

## 生平
永樂十三年（1415年）進士。改庶吉士，授檢討。参与编修明仁宗、宣宗实录。累官修撰。正统十四年（1449年）大学士曹鼐推荐提督四夷馆。
英宗在土木堡被俘，许彬出使與也先交涉。英宗命许彬前去土木堡吊祭阵亡将士。英宗復位后，封礼部侍郎，後贬为陕西参政。天順三年（1459年），石亨敗亡，诏复原职。

## 家族
祖輩避戰亂，遷居兗州寧陽（今寧陽縣），父許仲德再遷至寧陽縣城。